# 다이애나 쿠플랜드
다이애나 쿠플랜드(Diana Coupland, 1932년 3월 5일 ~ 2006년 11월 10일)는 영국의 배우이다.